# فرع أمامي بين البطينين للشريان التاجي الأيسر
الفرع الأمامي بين البطينين للشريان التاجي الأيسر، (ويدعى أيضًا الشريان الأمامي الأيسر النازل، أو الفرع الأمامي النازل) هو فرع من الشريان التاجي الأيسر. انسداد هذا الشريان يدعى احتشاء صانع الأرامل (widow-maker).